# Der Aufstieg der Teenage Mutant Ninja Turtles
Der Aufstieg der Teenage Mutant Ninja Turtles (engl. Rise of the Teenage Mutant Ninja Turtles) ist eine US-amerikanische Zeichentrickserie, die auf den gleichnamigen Comics von Kevin Eastman und Peter Laird basiert.

## Inhalt
Tief in den Abwasserkanälen von New York City lauern vier mutierte Schildkrötenbrüder. Leonardo, Raphael, Donatello und Michelangelo sind in ihren frühen Teenagerjahren und begeben sich auf neue und aufregende Abenteuer. Die Turtles nutzen ihre von Meister Splinter erlernten mystischen Ninja-Kräfte und lernen, als eine Einheit zusammenzuarbeiten. Auf ihren Abenteuern in der modernen Welt und deren verborgenen Untergrund werden sie zu einem Team von Helden. Als sie eine verborgene Stadt unter New York entdecken, erhalten die Brüder ein ganz neues Aussehen, neue Waffen und neue Kräfte zu.

### Staffel 1
Die Turtles treffen zusammen mit ihrer Freundin April O’Neil einen bösen Alchemisten namens Baron Draxum und den gefährlichen Footclan. Sie erfahren auch von dem Geheimnis ihres Meisters Splinter, dass er einst Kampfsportexperte und Filmstar Lou Jitsu war. Sie müssen Teile einer alten dunklen Rüstung namens Kuroi Yōroi sammeln, um zu verhindern, dass der Footclan und Draxum den Shredder wiederbeleben, einen Dämon, der einst von Splinters Vorfahren verbannt wurde.

### Staffel 2
Die Brüder stehen neuen und alten Feinden gegenüber, insbesondere dem bösen Shredder. Sie müssen ihn davon abhalten, ganz New York City zu zerstören. Dabei müssen sie auch Baron Draxum helfen, die guten Seiten seines Charakters zu entdecken.

## Synchronisation
Die deutsche Synchronfassung entstand bei Lavendelfilm unter der Regie von Sebastian Schulz und nach einem Dialogbuch von Wieland Bauder.
| Rolle                   | Originalstimme                                      | Deutsche Synchronsprecher                   |
| ----------------------- | --------------------------------------------------- | ------------------------------------------- |
| Leonardo                | Ben Schwartz                                        | Sebastian Schulz                            |
| Michelangelo            | Brandon Mychal Smith                                | Sebastian Fitzner                           |
| Donatello               | Josh Brener                                         | Benjamin Krause                             |
| Raphael                 | Omar Benson Miller                                  | Florian Hoffmann                            |
| Hamato Yoshi / Splinter | Eric Bauza                                          | Reinhard Scheunemann                        |
| Baron Draxum            | John Cena (Staffel 1) Roger Craig Smith (Staffel 2) | Christian Tramitz Axel Lutter (ab Folge 17) |
| Foot-Lieutenant         | Rob Paulsen                                         | Gerald Schaale                              |
| Clem                    | Eric Bauza                                          | Gerald Schaale                              |
| Manager                 | Eric Bauza                                          | Gerald Schaale                              |
| April O’Neil            | Kat Graham                                          | Vera Bunk                                   |
| Cassandra "Casey" Jones | Zelda Williams                                      | Jill Böttcher                               |
| Taylor Martin           | Danica McKellar                                     | Jill Böttcher                               |
| Todd Capybara           | Thurop Van Orman                                    | Torge Oelrich                               |
| Hypno-Potamus           | Rhys Darby                                          | Werner Böhnke                               |
| Repo Mantis             | Fred Tatasciore                                     | Felix Spieß                                 |
| Lieferjunge             | Fred Tatasciore                                     | Rainer Fritzsche                            |
| Stanley / Bullhop       | Dave Foley                                          | Julius Jellinek                             |
| S.H.E.L.L.D.O.N.        | Greg Cipes                                          | Gerrit Schmidt-Foß                          |
| Sunita                  | Kody Kavitha                                        | Shalin Rogall                               |
| Albearto                | Tom Kenny                                           | Sven Brieger                                |
| Ben Sando               | Paul Scheer                                         | Florian Clyde (Folge 13)                    |
| Ben Sando               | Paul Scheer                                         | Claudio Maniscalco (Folge 21)               |
| Carl Sando              | Jason Mantzoukas                                    | Claudio Maniscalco (Folge 13)               |
| Carl Sando              | Jason Mantzoukas                                    | Florian Clyde (Folge 21)                    |
| Ghostbear               | Jorge R. Gutiérrez                                  | Sven Brieger                                |
| Jase                    | Eugene Byrd                                         | Dirk Petrick                                |
| Meat Sweats             | Johnny Rotten                                       |                                             |
| Warren Stone            | John Michael Higgins                                | Peter Lontzek                               |
| Huggin                  | Timothy Simons                                      | Boris Freytag                               |
| Kristoff van Bradford   | Peter Stormare                                      |                                             |
| Big Mama                | Lena Headey                                         | Christin Marquitan                          |
| Boss Beverly            | Gillian Vigman                                      | Heike Schroetter                            |
| Hamato Karai            | Gwendoline Yeo                                      |                                             |
| Oroku Saki / Shredder   | Hoon Lee                                            |                                             |
| Baxter Stockboy         | Ramone Hamilton                                     |                                             |
| Speckschwarte           | John Lydon                                          | Alexander Herrmann                          |

## Episoden

### Staffel 1
| Nr. (ges.) | Nr. (St.) | Deutscher Titel                           | Originaltitel                                    | Erstausstrahlung USA | Deutschsprachige Erstausstrahlung (Nickelodeon) |
| ---------- | --------- | ----------------------------------------- | ------------------------------------------------ | -------------------- | ----------------------------------------------- |
| 1          | 1         | Das mystische Chaos                       | Mystic Mayhem                                    | 20. Juli 2018        | 29. Jan. 2019                                   |
| 2a         | 2a        | Origami Tsunami                           | Origami Tsunami                                  | 25. Sep. 2018        | 8. Apr. 2019                                    |
| 2b         | 2b        | Donnies Geschenke                         | Donnie's Gifts                                   | 17. Sep. 2018        | 8. Apr. 2019                                    |
| 3a         | 3a        | Die Pizzaschlacht                         | War and Pizza                                    | 17. Sep. 2018        | 9. Apr. 2019                                    |
| 3b         | 3b        | Schlagfeste Schlagzeilen                  | Newsworthy                                       | 27. Sep. 2018        | 10. Apr. 2019                                   |
| 4a         | 4a        | Hart wie Stahl                            | Repo Mantis                                      | 20. Sep. 2018        | 11. Apr. 2019                                   |
| 4b         | 4b        | Nieder mit dem Kranksein                  | Down with the Sickness                           | 18. Sep. 2018        | 12. Apr. 2019                                   |
| 5a         | 5a        | Die Panzer-Jagd                           | The Fast and the Furriest                        | 24. Sep. 2018        | 15. Apr. 2019                                   |
| 5b         | 5b        | Kampf der Maskottchen                     | Mascot Melee                                     | 26. Sep. 2018        | 16. Apr. 2019                                   |
| 6a         | 6a        | Wrestlemania                              | Shell in a Cell                                  | 24. Sep. 2018        | 17. Apr. 2019                                   |
| 6b         | 6b        | Das Labyrinth des Minotaurus              | Minotaur Maze                                    | 6. Okt. 2018         | 18. Apr. 2019                                   |
| 7          | 7         | Die Kammerjäger                           | Bug Busters                                      | 17. Nov. 2018        | 19. Apr. 2019                                   |
| 8a         | 8a        | Der Kaufhaus-Kampf                        | The Longest Fight                                | 6. Okt. 2018         | 22. Apr. 2019                                   |
| 8b         | 8b        | Alles fauler Zauber                       | Hypno! Part Deux!                                | 3. Nov. 2018         | 23. Apr. 2019                                   |
| 9a         | 9a        | Der Gumbus                                | The Gumbus                                       | 13. Okt. 2018        | 24. Apr. 2019                                   |
| 9b         | 9b        | Mrs. Kuschel                              | Mrs. Cuddles                                     | 20. Okt. 2018        | 25. Apr. 2019                                   |
| 10a        | 10a       | Unzertrennlich                            | Stuck On You                                     | 10. Nov. 2018        | 29. Apr. 2019                                   |
| 10b        | 10b       | Albärto ist zurück                        | Al Be Back                                       | 1. Dez. 2018         | 26. Apr. 2019                                   |
| 11a        | 11a       | Die lila Jacke                            | The Purple Jacket                                | 26. Jan. 2019        | 1. Mai 2019                                     |
| 11b        | 11b       | Pizza-Woche                               | Pizza Pit                                        | 2. Feb. 2019         | 30. Apr. 2019                                   |
| 12a        | 12a       | Das Smart-Home Fiasko                     | Smart Lair                                       | 9. Feb. 2019         | 3. Mai 2019                                     |
| 12b        | 12b       | Hot Soup: Das Spiel                       | Hot Soup: The Game                               | 16. Feb. 2019        | 2. Mai 2019                                     |
| 13         | 13        | Die Liga der fiesen Mutanten              | The Evil League Of Mutants                       | 19. Jan. 2019        | 10. Mai 2019                                    |
| 14a        | 14a       | Die Verspätungsgebühr                     | Late Fee                                         | 23. Feb. 2019        | 7. Mai 2019                                     |
| 14b        | 14b       | Der Pagen-Büffel                          | Bullhop                                          | 2. März 2019         | 6. Mai 2019                                     |
| 15a        | 15a       | Die geklonten Genies                      | Mind Meld                                        | 9. März 2019         | 8. Mai 2019                                     |
| 15b        | 15b       | Trüffeljagd!                              | Nothing But Truffle                              | 16. März 2019        | 9. Mai 2019                                     |
| 16         | 16        | Der Schatten des Bösen                    | Shadow Of Evil                                   | 20. Apr. 2019        | 4. Nov. 2019                                    |
| 17a        | 17a       | Die Portal-Entführung                     | Portal Jacked!                                   | 6. Apr. 2019         | 5. Nov. 2019                                    |
| 17b        | 17b       | Die Geschichte von Warren und Hypno       | Warren & Hypno, Sitting In A Tree                | 1. Juni 2019         | 6. Nov. 2019                                    |
| 18a        | 18a       | Operation „Normal“                        | Operation: Normal                                | 8. Juni 2019         | 7. Nov. 2019                                    |
| 18b        | 18b       | Der Trainingspartner                      | Sparring Partner                                 | 13. Apr. 2019        | 8. Nov. 2019                                    |
| 19a        | 19a       | Total bedient!                            | You Got Served                                   | 15. Juni 2019        | 11. Nov. 2019                                   |
| 19b        | 19b       | Gute Feinde, schlechte Feinde             | How To Make Enemies And Bend People To Your Will | 22. Juni 2019        | 12. Nov. 2019                                   |
| 20a        | 20a       | Die mystische Bibliothek                  | Mystic Library                                   | 19. Juni 2019        | 13. Nov. 2019                                   |
| 20b        | 20b       | Das Purple Game                           | The Purple Game                                  | 6. Juli 2019         | 14. Nov. 2019                                   |
| 21a        | 21a       | Mann vs. Kanalisation                     | Man VS. Sewer                                    | 19. Okt. 2019        | 2. Dez. 2019                                    |
| 21b        | 21b       | Die Mutanten-Plage                        | The Mutant Menace                                | 19. Okt. 2019        | 3. Dez. 2019                                    |
| 22a        | 22a       | Die Ballade vom Ratten-Mann               | Turtle-dega Nights: The Ballad Of Rat Man        | 26. Okt. 2019        | 4. Dez. 2019                                    |
| 22b        | 22b       | Die uralte Kunst des Ninja-Versteckspiels | The Ancient Art Of Ninja Hide And Seek           | 26. Okt. 2019        | 5. Dez. 2019                                    |
| 23a        | 23a       | Auf Schrott-Suche                         | One Man’s Junk                                   | 2. Nov. 2019         | 6. Dez. 2019                                    |
| 23b        | 23b       | Schneetag                                 | Snow Day                                         | 2. Okt. 2019         | 9. Dez. 2019                                    |
| 24a        | 24a       | Von Broschen und Köchen!                  | Cloak And Swaggart                               | 8. Nov. 2019         | 10. Dez. 2019                                   |
| 24b        | 24b       | Jupiter Jim, Ahoi!                        | Jupiter Jim Ahoy!                                | 8. Nov. 2019         | 11. Dez. 2019                                   |
| 25         | 25        | Die verrückte Reise                       | Insane In The Mama Train                         | 16. Nov. 2019        | 7. Jan. 2020                                    |
| 26         | 26        | Endspiel                                  | End Game                                         | 16. Nov. 2019        | 8. Jan. 2020                                    |

### Staffel 2
| Nr. (ges.) | Nr. (St.) | Deutscher Titel | Originaltitel                                         | Erstausstrahlung USA | Deutschsprachige Erstausstrahlung (Nickelodeon) |
| ---------- | --------- | --------------- | ----------------------------------------------------- | -------------------- | ----------------------------------------------- |
| 27         | 1         | –               | Many Unhappy Returns                                  | 23. Nov. 2019        | –                                               |
| 28a        | 2a        | –               | Todd Scouts                                           | 30. Nov. 2019        | –                                               |
| 27b        | 2b        | –               | Goyles, Goyles, Goyles                                | 30. Nov. 2019        | –                                               |
| 29a        | 3a        | –               | Flushed, But Never Forgotten                          | 12. Okt. 2019        | –                                               |
| 29b        | 3b        | –               | Lair Games                                            | 12. Okt. 2019        | –                                               |
| 30a        | 4a        | –               | Breaking Purple                                       | 24. Apr. 2020        | –                                               |
| 30b        | 4b        | –               | Repairin’ The Baron                                   | 24. Apr. 2020        | –                                               |
| 31a        | 5a        | –               | Air Turtle                                            | 24. Apr. 2020        | –                                               |
| 31b        | 5b        | –               | Pizza Puffs                                           | 24. Apr. 2020        | –                                               |
| 32a        | 6a        | –               | Sidekick Ahoy!                                        | 15. Mai 2020         | –                                               |
| 32b        | 6b        | –               | The Hidden City Job                                   | 15. Mai 2020         | –                                               |
| 33a        | 7a        | –               | Always Be Brownies                                    | 15. Mai 2020         | –                                               |
| 33b        | 7b        | –               | Mystery Meat                                          | 15. Mai 2020         | –                                               |
| 34a        | 8a        | –               | Donnie Vs. Witch Town                                 | 19. Juni 2020        | –                                               |
| 34b        | 8b        | –               | Raph’s Ride-along                                     | 19. Juni 2020        | –                                               |
| 35a        | 9a        | –               | Hidden City’s Most Wanted                             | 19. Juni 2020        | –                                               |
| 35b        | 9b        | –               | Bad Hair Day                                          | 19. Juni 2020        | –                                               |
| 36a        | 10a       | –               | Fists Of Furry                                        | 17. Juli 2020        | –                                               |
| 36b        | 10b       | –               | The Clothes Don’t Make The Turtle                     | 17. Juli 2020        | –                                               |
| 37         | 11        | –               | Battle Nexus: New York                                | 17. Juli 2020        | –                                               |
| 38a        | 12a       | –               | Finale Part 1: E-turtle Sunshine Of The Spotless Mind | 7. Aug. 2020         | –                                               |
| 38b        | 12b       | –               | Finale Part 2: Shreddy Or Not                         | 7. Aug. 2020         | –                                               |
| 39a        | 13a       | –               | Finale Part 3: Anatawa Hitorijanai                    | 7. Aug. 2020         | –                                               |
| 39b        | 13b       | –               | Finale Part 4: Rise                                   | 7. Aug. 2020         | –                                               |

## Produktion und Veröffentlichung
Am 2. März 2017 wurde Der Aufstieg der Teenage Mutant Ninja Turtles als eine neue Überarbeitung des Franchise der Teenage Mutant Ninja Turtles angekündigt. Die Serie sollte ursprünglich 26 Folgen haben und im Herbst 2018 starten. Die wichtigsten Designs der Hauptfiguren wurden im Februar 2018 von Nickelodeon enthüllt. Am 23. März 2018 wurde der erste Trailer der Serie von Nickelodeon veröffentlicht. Ein weiterer Trailer wurde im Juli 2018 ausgestrahlt.
Die Zeichentrickserie entstand bei Nickelodeon Animation Studios und Mirage Studios, Regie führte meist Alan Wan oder Sebastian Montes. Hauptautoren waren Russ Carney und Ron Corcillo. Die Musik komponierte Matt Mahaffey und die künstlerische Leitung lag bei Andy Suriano.
Jede Episode besteht aus zwei 11-minütigen Teilen, von denen jede eigenständige, eigenständige Geschichten mit Hinweisen auf eine größere Handlung erzählt. Am 17. September 2018 startete die Erstausstrahlung auf Nickelodeon, die für die erste Staffel bis 16. November 2019 lief. Am 27. Juli 2018 kündigte Nickelodeon eine zweite Staffel mit 26 Folgen an, die dann jedoch auf 13 Folgen reduziert wurde. Diese wurden vom 23. November 2019 bis 7. August 2020 von Nickelodeon ausgestrahlt. International wurde die Serie auch in Mexiko, Brasilien, Japan, Kanada und vielen Ländern Europas ausgestrahlt.
Eine deutsche Fassung der ersten Staffel wurde vom 7. April 2019 bis 8. Januar 2020 von Nick Deutschland gezeigt. Der Sender veröffentlichte die erste Folge bereits vorab am 29. Januar 2019 auf YouTube. Die Folgen "Das mystische Chaos", "Origami Tsunami", "Donnies Geschenke", "Die Pizzaschlacht", "Kampf der Maskottchen", "Wrestlemania" und "Das Labyrinth des Minotaurus" wurden am 12. September 2019 auf DVD unter dem Titel "Aufstieg der Teenage Mutant Ninja Turtles" veröffentlicht.